# Bowdon (Dakota del Norte)
Bowdon es una ciudad ubicada en el condado de Wells en el estado estadounidense de Dakota del Norte. En el censo de 2010 tenía una población de 131 habitantes y una densidad poblacional de 202,32 personas por km².

## Geografía
Bowdon se encuentra ubicada en las coordenadas 47°28′7″N 99°42′32″O / 47.46861, -99.70889. Según la Oficina del Censo de los Estados Unidos, Bowdon tiene una superficie total de 0.65 km², de la cual 0.65 km² corresponden a tierra firme y (0%) 0 km² es agua.

## Demografía
Según el censo de 2010, había 131 personas residiendo en Bowdon. La densidad de población era de 202,32 hab./km². De los 131 habitantes, Bowdon estaba compuesto por el 99.24% blancos, el 0% eran afroamericanos, el 0.76% eran amerindios, el 0% eran asiáticos, el 0% eran isleños del Pacífico, el 0% eran de otras razas y el 0% pertenecían a dos o más razas. Del total de la población el 1.53% eran hispanos o latinos de cualquier raza.